# Rezes iszapfutó
A rezes iszapfutó (Elaphrus cupreus) a futóbogárfélék családjába tartozó, Eurázsiában honos, vízpartok mentén élő, ragadozó bogárfaj.

## Megjelenése
A rezes iszapfutó testhossza 8-9,5 mm. Alapszíne fekete vagy sötétbarna, rezes vagy zöldes fémfénnyel. Fekete csápjainak első néhány íze és lábai is fémfényűek. Szárnyfedőin 4-4 sorba rendeződő kerek, lila színű bemélyedések sorakoznak. Szemei igen nagyok, erősen kidomborodóak. 

## Elterjedése
Eurázsia mérsékelt és hideg övi területeinek lakója, Európában az Észak-Mediterráneumtól Skandináviáig egyaránt gyakori. 

## Életmódja
Álló- vagy folyóvizek (folyók, patakok, tavak, mocsarak) nyílt, vagy növényzettel benőtt partján él. Valamivel nagyobb, sötétebb és inkább lilás fémfényű rokonához, a közönséges iszapfutóhoz képest inkább az árnyékosabb élőhelyeket kedveli, de együtt is előfordulnak. 
Az imágók áprilistól szeptemberig aktívak. Egyszer áttelelnek, a következő tavaszon szaporodnak és abban az évben elpusztulnak. Általában több egyedből álló kolóniákat alkotnak, amelyek jónéhány méter hosszúságú partszakaszt (és a szárazföld felé azt a területet, ameddig a talaj folyamatosan nedves) foglalnak el. Nappal aktívak, általában a napsütésben mozognak, igen gyorsan; ha megzavarják őket a növények közé, levelek alá bújnak vagy a vízen futva menekülnek. A nőstények a nedves talajra, mohára, növényi törmelékre rakják petéiket. A lárvák néhány nap múlva kelnek ki és éjszaka vadásznak kis ízeltlábúakra vagy férgekre. A talajban vagy a törmelék alatt bebábozódnak. A peterakástól az imágó kibújásáig átlagosan 38 nap telik el. Az imágók is ragadozók. A hímek többnyire aktívabbak a nőstényeknél és territóriumukat megvédik a hasonló méretű ragadozóktól. 

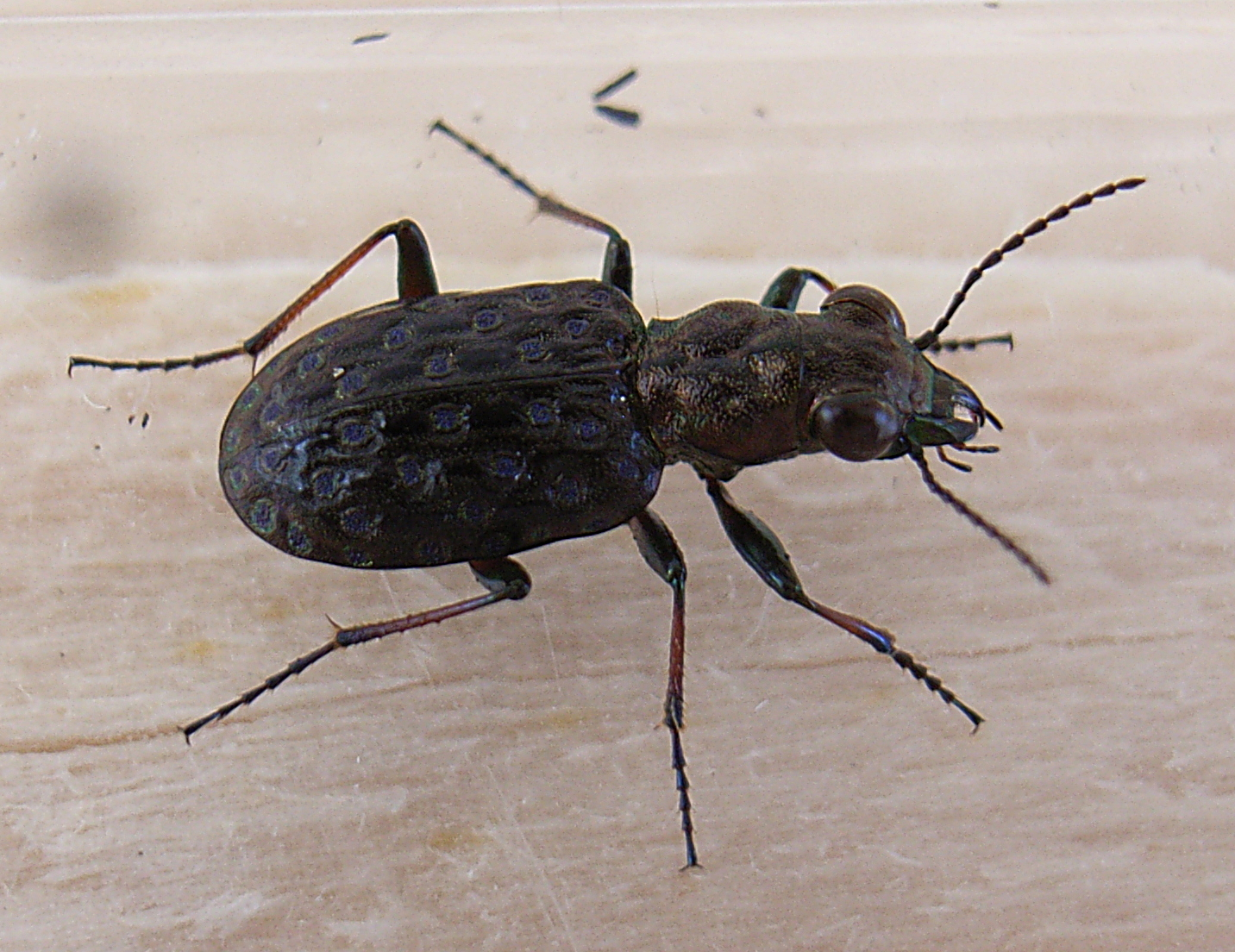
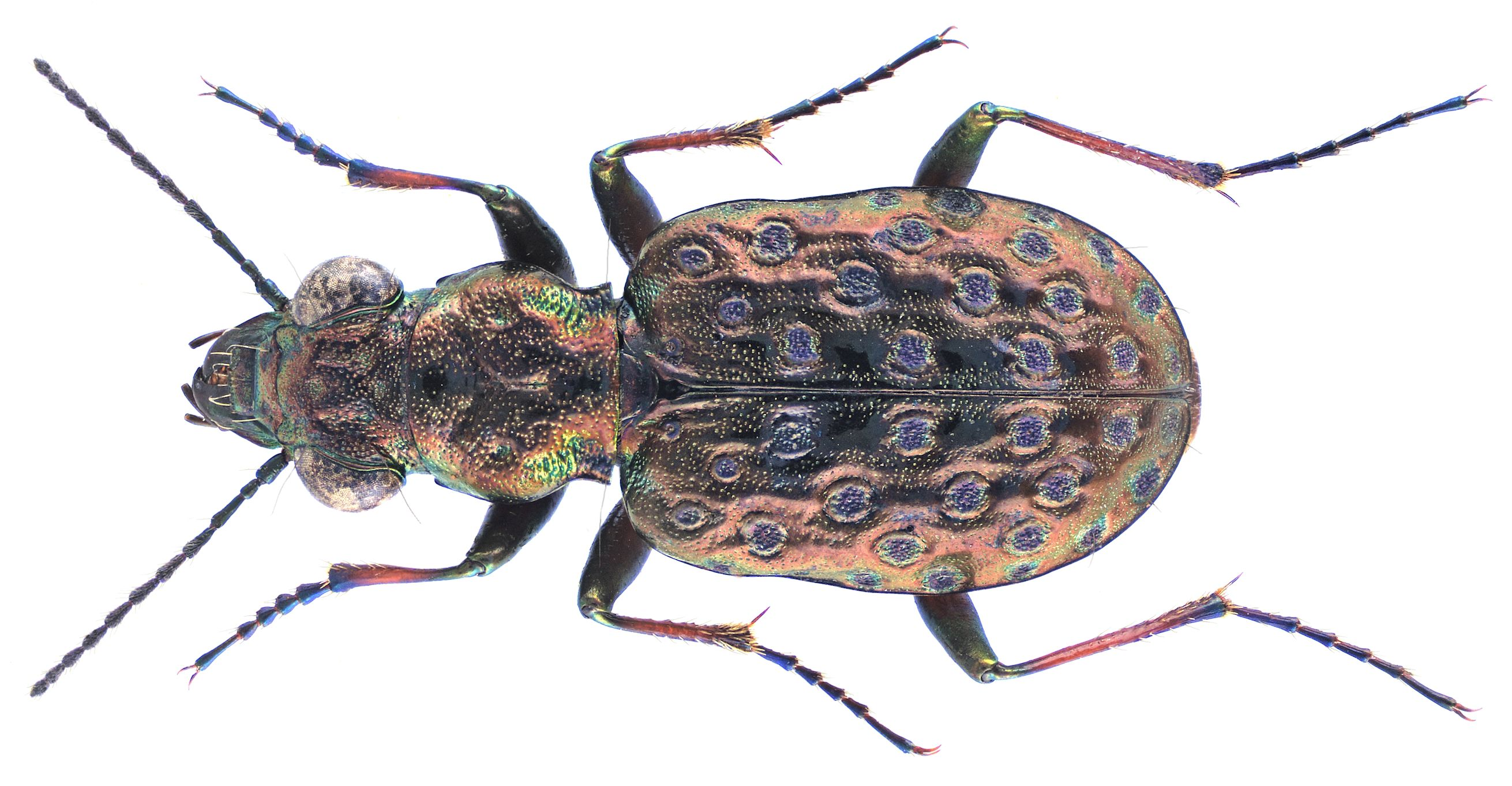
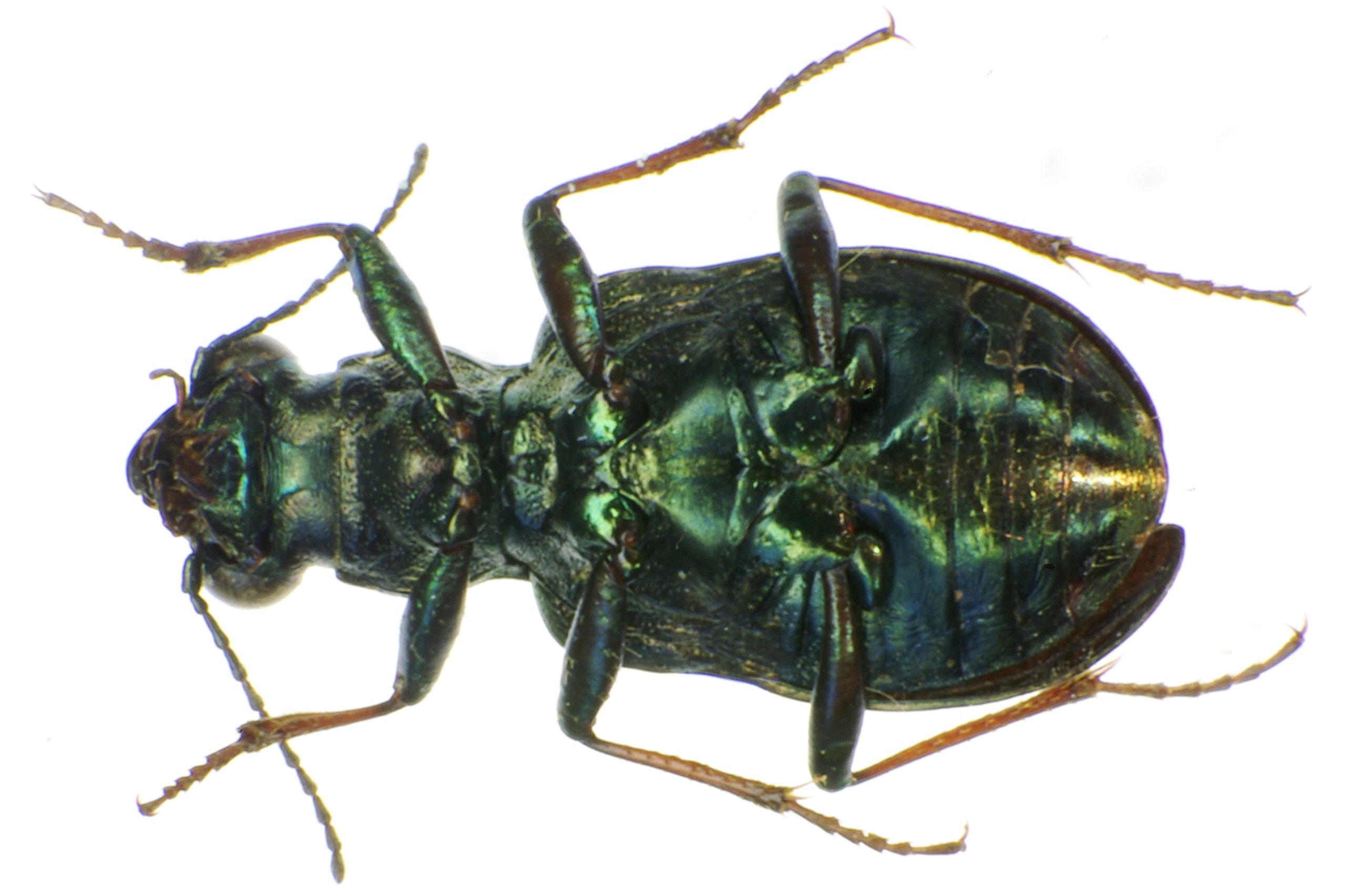
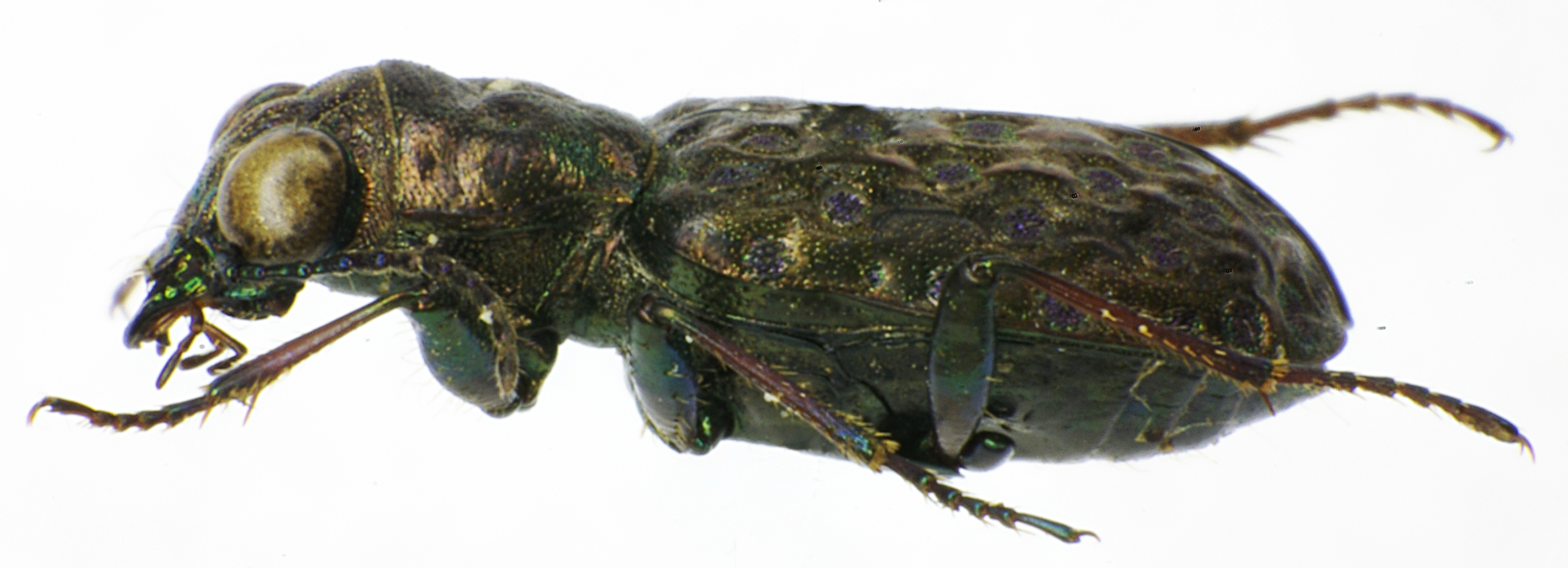
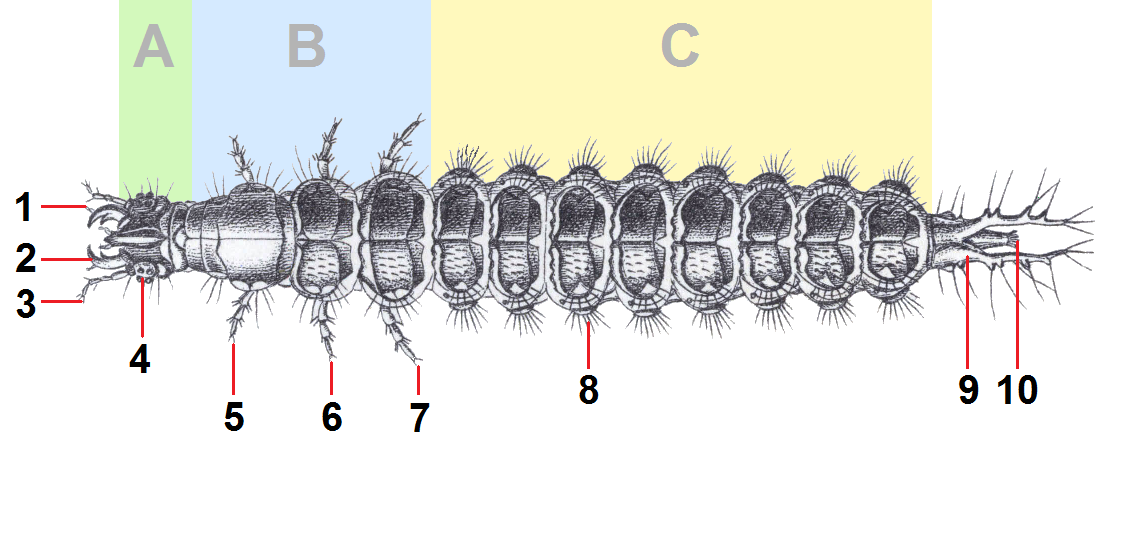

Magyarországon nem védett.